# Methylobacterium
Methylobacterium  (лат.) — род бактерий из семейства Methylobacteriaceae класса альфа-протеобактерий.

## Описание
Грамотрицательные палочки, 0,8—1,2 × 1,0—8,0 мкм, зачастую плеоморфные, могут ветвиться, что особенно характерно для старых клеток. На агаризованных минеральных средах с метанолом большинство видов образует розовые колонии (за счёт синтеза каротиноидного пигмента), кроме одного неокрашенного вида (М. nodulans). Подвижны благодаря единственному полярному, околополярному или латеральному жгутику. Строгие аэробы, кислород служит терминальнальным акцептором электронов. Каталазо-, уреазо- и оксидазоположительные. Некоторые штаммы способны к нитратредукции. Мезофилы, хемоорганотрофы. Ростовые факторы не требуют, однако пантотенат кальция может оказывать стимулирующее влияние. Факультативные метилотрофы, растут на формальдегиде (в микромолярных концентрациях), формиате и метаноле, некоторые штаммы растут на метилированных аминах и галометанах. Ассимилируют С1-соединения посредством серинового цикла (ицл--вариант). Доминирующая жирная кислота — C18:1. Широко распространены в природе. Содержание Г+Ц в ДНК 68,0—72,4 мол.%.
Среди представителей рода широко распространены симбионты растений. Представители рода Methylobacterium являются перспективными объектами для биотехнологии (производство белка, эктоина, поли-β-гидроксибутирата, фитогормонов, и т. д.)

## Представители
Типовой вид — Methylobacterium organophilum Patt et al. 1976.
Вид Methylobacterium nodulans Jourand et al. 2004 способен образовывать клубеньки в симбиозе с африканским растением рода Crotalaria.
Вид Methylobacterium ajmalii — впервые обнаружен на МКС ,связанный с тремя новыми штаммами, обозначенными IF7SW-B2 T , IIF1SW-B5 и IIF4SW-B5 .